# 도원도서관
달서구립 도원도서관은 대구광역시 달서구 도원동 소재의 구립 도서관이다.

## 연혁
- 2004년 11월 17일 공유재산 관리계획 변경안 구의회 승인
- 2005년 5월 10일 건립부지에 대한 도시계획 변경 결정
- 2005년 7월 29일 도서관 개관준비단 발족
- 2005년 8월 달서구립도원도서관 건립공사 착공
- 2006년 2월 1일 대구광역시달서구립도서관 운영 조례 제정
- 2006년 3월 도서관 준공
- 2006년 3월 28일 달서구립도원도서관 개관
- 2006년 8월 11일 대구시 아름다운 건축물‘동상’수상
- 2006년 12월 11일 청소년자원봉사 터전으로 지정
- 2006년 12월 11일 ‘한빛독서회’창립
- 2006년 12월 19일 열린평생학습원 지정
- 2007년 2월 1일 달서구립도원도서관 소식지 『아름다운 창』창간호 발간
- 2007년 2월 28일 달서구립도서관운영위원회 발족
- 2009년 4월 10일 대구광역시 평생학습관으로 지정(기간: 2009~2011)

## 시설현황
- 지하1층: 수서실, 동아리방(12석), 보존서고, 창고
- 1층: 유아자료실(27석), 초등자료실(40석), 전산실, 휴게공간
- 2층: 종합자료실(78석)
- 3층: 디지털자료실(20석), 시청각실(80석), 사무실